# Амал
„Амал“ (на арабски:حركة أمل) е шиитско политическо движение в Ливан.
Движението води своето начало от милициите „Амал“ от времето на Гражданската война в Ливан. Водила е военни сблъсъци с Ливанския фронт, Организацията за освобождение на Палестина и Хизбула.
Член на движението е председателят на ливанския парламент Набих Бери. „Амал“ е постоянно представен в ливанския парламент от 1990 г. Разполага с 15 депутати.